# Esther et le Roi
Pour plus de détails, voir Fiche technique et Distribution.
Esther et le Roi (anglais : Esther and the King, italien : Ester e il re) est un péplum américano-italien réalisé par Raoul Walsh et Mario Bava, sorti en 1960.

## Synopsis
En 500 av. J.-C., le roi de Perse Assuérus revient de sa conquête triomphale de l'Égypte. À l'approche du palais, il récompense Simon, un guerrier juif qui lui a sauvé la vie, en lui donnant l'épée du Coq d'Or, ce dernier retourne ensuite dans son village pour épouser sa bien-aimée Esther. Le roi, qui a appris l'infidélité de la reine Vashti avec le ministre Haman, la fait marquer comme prostituée et la répudie. Cette même nuit, Mardochée, un conseiller juif fidèle au roi, critique Haman pour sa persécution des Juifs. Le roi établit des plans pour la conquête de la Grèce, transcrits fidèlement par Mardochée sur des tablettes. Lorsque Vashti défie le roi en dansant de manière suggestive devant toutes les personnes présentes, le roi la bannit. Haman lui propose alors de lui fournir une nouvelle femme, mais Mardochée s'y oppose, faisant valoir que la loi impose que le roi choisisse lui-même sa femme. Haman, qui a pillé le trésor royal et vendu des secrets militaires à la Grèce, s'entend avec Klydrathes, l'un des généraux du roi, pour éliminer Mardochée en faisant croire qu'il a transmis les tablettes des plans secrets à l'ennemi. Pour mieux contrôler le roi, Haman prévoit d'installer Keresh, sa concubine, comme la nouvelle reine et ordonne que Vashti soit tuée.
Alors que la cérémonie de mariage de Simon et Esther est en cours, les soldats du roi, à la recherche de potentielles fiancées pour le roi, enlèvent Esther. En représailles, Simon attaque l'un des généraux du roi et est forcé de fuir le village et de se réfugier dans les ruines du temple. Au palais, les futures épouses sont séquestrées en attendant la décision du roi. Pour réduire le choix, Haman décide de donner plusieurs de ces femmes, dont Esther, à ses soldats. Alors que les soldats les emmènent, le roi, vêtu seulement d'un pagne, libère Esther. Alors qu'elle erre dans les couloirs du palais, Esther rencontre Mardochée, qui suggère que la douce Esther pourrait être choisie pour gagner la faveur du roi et ainsi sauver son peuple. Alors que les femmes attendent d'être présentées au roi, Hégaï, l'eunuque du palais, impressionné par la modestie d'Esther, la drape d'un manteau doré. Lorsque Haman voit le manteau, il ordonne à un de ses hommes de tuer la femme qui le porte. Jalouse de ce beau vêtement, Keresh le prend à Esther quand elle est appelée pour voir le roi, et c'est elle qui est assassinée. Esther, présentée en dernier, est d'abord rejetée par le roi, puis il la reconnaît. Il demande à Esther de rester au palais et de décider elle-même si elle veut l'épouser. Comme les jours passent, Esther se trouve attirée par le roi. Un jour, Mardochée va voir Simon pour l'informer que l'affection grandissante d'Esther pour le roi sera le salut des Juifs. Jaloux, Simon utilise son épée d'or pour entrer au palais, où il tente de convaincre Esther de partir avec lui. Lorsque Simon menace de tuer le roi, Esther appelle les gardes, ce qui oblige Simon à fuir. Esther consent enfin à être l'épouse du roi et, une fois couronnée, est à l'origine de réformes. Lorsque Haman réclame une loi permettant d'anéantir les Juifs à moins qu'ils ne dénoncent leur Dieu, Esther invite le roi à rejeter toute intolérance, et l'incite à menacer Haman d'exil. Furieux, ce dernier décide de renverser le roi et de discréditer les Juifs en faisant accuser Mardochée. Haman dénonce Mardochée comme un traître et accuse Esther d'avoir conspiré avec lui. Quand le roi ordonne alors que Mardochée soit pendu et que tous les Juifs soient tués à moins qu'ils ne renoncent à leur Dieu, Esther proclame qu'elle va mourir aussi, puisqu'elle est juive. À la demande expresse d'Esther, le roi décide d'inspecter le trésor royal avant de procéder à son édit. Après que le roi part avec ses troupes, Haman envoie Klydrathes tuer le souverain. Comme Klydrathes et ses hommes attendent en embuscade dans les ruines du temple, Simon jaillit et poignarde Klydrathes. Lorsque les troupes de Klydrathes attaquent les soldats du roi, Simon se bat en duel avec le roi et l'accuse d'avoir volé Esther. Klydrathes, sur le point de mourir, avoue qu'Haman a trahi le roi et organisé le complot. Réalisant qu'Haman a l'intention de tuer tous les Juifs, le roi donne à Simon son bouclier sacré et l'envoie armer les Juifs. Quand les gardes emmènent Mardochée à la potence, les Juifs se précipitent et Simon est mortellement poignardé pendant qu'il coupe la corde qui entoure le cou de Mardochée. Se rendant compte qu'il a perdu, Haman saute sur son char et ordonne l'ouverture des portes, mais quand elles s'ouvrent, il est accueilli par le roi triomphant, qui ordonne son exécution. Comme Simon pousse son dernier souffle, Mardochée déclare que cette nuit sera appelée « Pourim », marquant la délivrance des Juifs de massacre. Esther retourne alors dans son village et le roi part à la guerre contre les Grecs. Quelque temps plus tard, le roi vaincu revient et Esther descend des collines pour l'embrasser.

## Fiche technique
- Titre français : Esther et le Roi
- Titre original américain : Esther and the King
- Titre original italien : Ester e il re
- Réalisation : Raoul Walsh et Mario Bava (version italienne)
- Scénario : Raoul Walsh, Michael Elkins (en) et Ennio De Concini (non crédité)
- Musique : Angelo Francesco Lavagnino, Roberto Nicolosi (en)
- Image : Mario Bava
- Montage : Jerry Webb
- Direction artistique : Giorgio Giovannini
- Costumes : Anna Maria Feo
- Producteur : John Twist (producteur associé) et Raoul Walsh
- Sociétés de production : Galatea Film, Titanus (non crédité), 20th Century Fox
- Distributeur :  20th Century Fox
- Pays d'origine :  Italie /  États-Unis
- Langue : anglais
- Format : couleur (Technicolor) - 35 mm - 2.35:1 (CinemaScope) - Son Stéréo 4 pistes (Westrex Recording System)
- Genre : péplum
- Durée : 109 minutes
- Dates de sortie :
  - États-Unis : 18 novembre 1960 (New York) ; 14 décembre 1960 (sortie nationale)
  - Italie : 17 février 1961
  - France : 14 juillet 1961
- Affiche : Boris Grinsson (France)

## Distribution
- Joan Collins (VF : Nadine Alari) : Esther
- Richard Egan (VF : Claude Bertrand) : Roi Assuérus
- Denis O'Dea (VF : Pierre Gay) : Mardochée
- Sergio Fantoni (VF : Marc Cassot) : Haman
- Rik Battaglia (VF : Jean-Claude Michel) : Simon
- Renato Baldini (VF : Georges Atlas) : Kildrates
- Gabriele Tinti (VF : Michel Cogoni) : Samuel
- Rosalba Neri (VF : Paule Emanuele) : Keresh
- Robert Buchanan (VF : Jacques Dynam) : Hegai, l'eunuque
- Daniela Rocca (VF : Nelly Benedetti) : Reine Vashti
- Folco Lulli (VF : Pierre Morin) : Tobias, l'armurier
- Aldo Pini (VF : Jean Violette) : capitaine des gardes
- Italo Tancredi : Gisco
- Ombretta Ostenda : une prétendante
- Artemide Scandariato : servante d'Esther
- Silvana Scandariato : servante d'Esther
- Diego Pozzetto

Source du doublage VF : Fedan

## Autour du film
Dans la version française les voix des autres acteurs sont (source : Fedan) : Marcel Bozzuffi, Marcelle Lajeunesse et Jacques Beauchey (narration)
- Version française[1] de Nicolas Katkoff, dialogues français de Maurice Griffe et Jacques Monteux, montage son J.M. Bary, ingénieur du son Pierre Devanture